# José Antonio Ochaíta
José Antonio Ochaíta García (Jadraque, 8 de agosto de 1905-Pastrana, 18 de julio de 1973) fue un dramaturgo, poeta y folclorista español, cronista oficial de la provincia de Guadalajara.

## Biografía
Estudió en el colegio de San Ildefonso de Madrid. Estudió Filosofía y Letras en Salamanca, donde fue alumno de Miguel de Unamuno. Posteriormente fue a estudiar a Galicia donde conoció a Ramón María del Valle Inclán, fue redactor del Faro de Vigo e ingresó en la Real Academia Gallega de las Buenas Letras. Fue profesor de gramática en el colegio de los Salesianos de Guadalajara y en colegio Labor de Vigo. Asimismo fue miembro de la Real Academia Sevillana de Buenas Letras.
Junto a Juan Solano Pedrero, Xandro Valerio, Rafael de León, Quintero y Quiroga fue coautor de la letra de canciones muy populares como El Porompompero y numerosas coplas, como La Lirio y Eugenia de Montijo.
Ochaíta falleció mientras recitaba uno de sus poemas en el atrio de la Iglesia Colegiata de Pastrana durante el encuentro de poetas "Versos a medianoche", fue enterrado en el cementerio de Jadraque.

## Obra
Entre sus obras teatrales destacan: Cancela, Doña Polisón, La honrada, María del Amor, La macilenta y La mala boda. Entre sus libros de poemas Turris Fortissima, Desorden, El Pomporé, Ansí pintaba don Diego y Poetización de Jaén. 

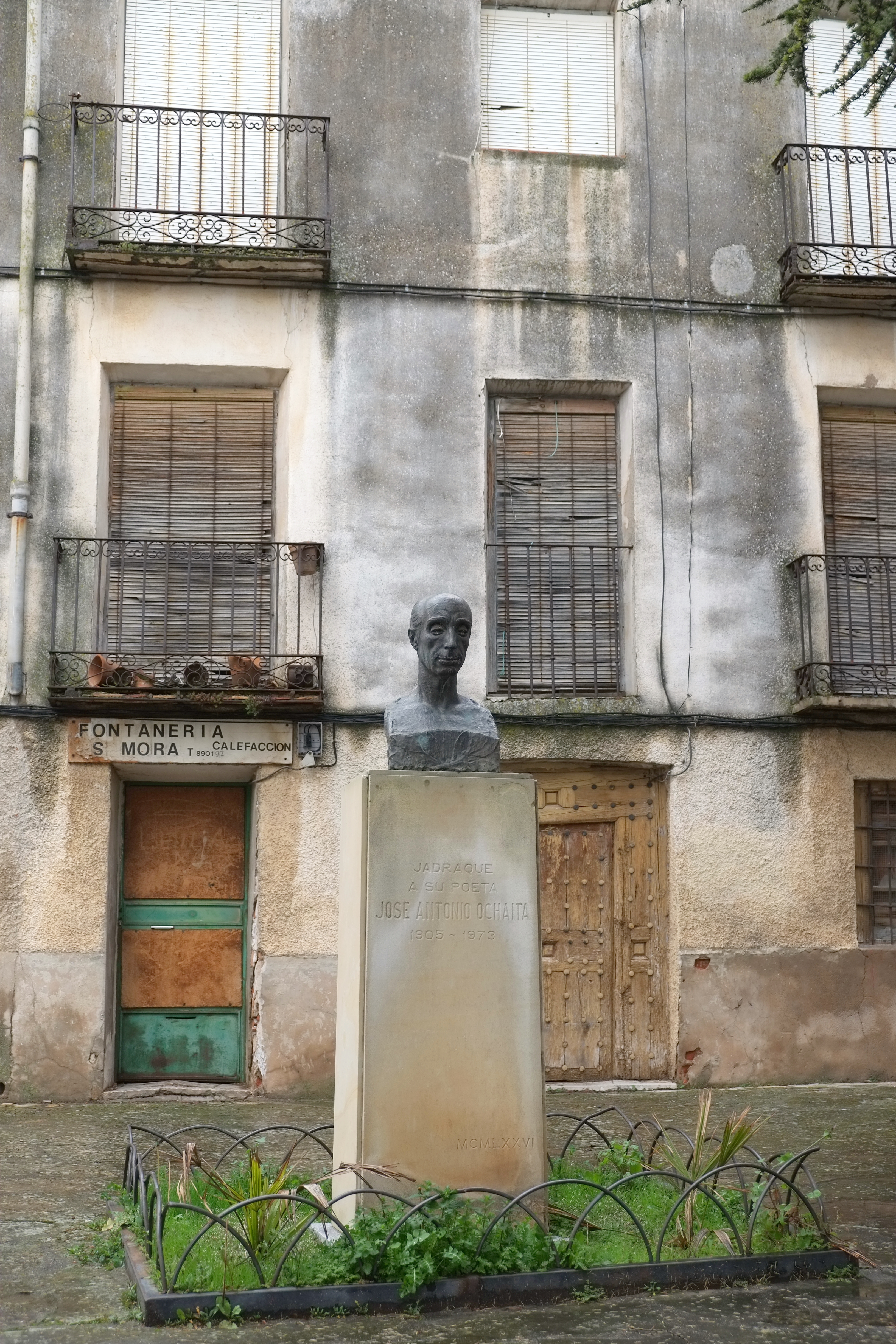
Homenaje a Ochaíta en Jadraque

## Homenajes
- Hijo Predilecto de Jadraque. El recuerdo permanente de Jadraque a su persona en el busto que preside la Plaza Gutiérrez de Luna, copia del de la Plaza del Carmen de la ciudad de Guadalajara, obras ambos del escultor Antonio Navarro Santafé; en el Parque Municipal que lleva su nombre, presidido en una de sus entradas por una gran silueta de su rostro en hierro. Su pueblo natal le dedicó una sala de exposición en la Casona Perlado-Verdugo que recoge fotografías, documentos, libros, poesías y canciones.
- El premio provincial de poesía de la Excma. Diputación de Guadalajara que lleva su nombre.
- El “Rincón de Ochaíta” en la sede del Club Siglo Futuro.
- Una placa junto a la Colegiata de Pastrana recuerda su fallecimiento en ese lugar.
- Una calle en la ciudad de Guadalajara lleva su nombre, un busto en la plaza del Carmen le recuerda.[5][6]